# Jacob Batalon
Jacob Batalon (Honolulu, 9 ottobre 1996) è un attore statunitense di origini filippine. Ha raggiunto la popolarità grazie al ruolo di Edward “Ned” Leeds nel Marvel Cinematic Universe.

## Biografia
Batalon è nato a Honolulu, Hawaii, da genitori filippini. Dopo essersi diplomato alla scuola privata e cattolica di Damien Memorial, Batalon ha frequentato il Kapi'olani Community College per studiare teoria musicale, ma in seguito ha abbandonato. Ha poi preso un programma di due anni per studiare recitazione al Conservatorio di New York per le arti drammatiche.

## Carriera
Inizia la sua carriera cinematografica debuttando nel 2016 in North Woods, e nello stesso anno viene ingaggiato dai Marvel Studios e dalla Sony Pictures Entertainment per interpretare Ned Leeds nel film Spider-Man: Homecoming del 2017 appartenente al Marvel Cinematic Universe. Jacob Batalon riprende il ruolo di Ned anche nei film del Marvel Cinematic Universe Avengers: Infinity War del 2018, Avengers: Endgame, Spider-Man: Far from Home del 2019 e Spider-Man: No Way Home del 2021.

## Filmografia

### Attore

#### Cinema
- North Woods, regia di Anthony Raus (2016)
- Spider-Man: Homecoming, regia di Jon Watts (2017)
- Ogni giorno, regia di Michael Sucsy (2018)
- Blood Fest, regia di Owen Egerton (2018)
- Avengers: Infinity War, regia di Anthony e Joe Russo (2018)
- Banana Split, regia di Benjamin Kasulke (2018)
- Avengers: Endgame, regia di Anthony e Joe Russo (2019)
- Spider-Man: Far from Home, regia di Jon Watts (2019)
- Let It Snow - Innamorarsi sotto la neve (Let it Snow), regia di Luke Snellin (2019)
- Spider-Man: No Way Home, regia di Jon Watts (2021)
- Lift, regia di F. Gary Gray (2024)
- La profezia del male (Tarot), regia di Spenser Cohen e Anna Halberg (2024)
- Mr. Morfina (Novocaine), regia di Dan Berk e Robert Olsen (2025)
- Spider-Man: Brand New Day, regia di Destin Daniel Cretton (2026)

## Doppiatori italiani
Nelle versioni in italiano delle opere in cui ha recitato, Jacob Batalon è stato doppiato da:
- Francesco Ferri in Spider-Man: Homecoming, Avengers: Infinity War, Spider-Man: Far From Home, Spider-Man: No Way Home, Lift, Mr. Morfina
- Davide Farronato in Blood Fest
- Giuseppe Ippoliti in Ogni giorno
- Riccardo Suarez in La profezia del male